# Роєво (гміна)
Гміна Роєво (пол. Gmina Rojewo) — сільська гміна у північній Польщі. Належить до Іновроцлавського повіту Куявсько-Поморського воєводства.
Станом на 31 грудня 2011 у гміні проживало 4768 осіб.

## Площа
Згідно з даними за 2007 рік площа гміни становила 120.21 км², у тому числі:
- орні землі: 76.00%
- ліси: 17.00%

Таким чином, площа гміни становить 9.81% площі повіту.

## Населення
Станом на 31 грудня 2011:
| Опис     | Загалом | Загалом | Чоловіки | Чоловіки | Жінки | Жінки |
| -------- | ------- | ------- | -------- | -------- | ----- | ----- |
| одиниця  | осіб    | %       | осіб     | %        | осіб  | %     |
| все      | 4768    | 100     | 2392     | 50.17    | 2376  | 49.83 |
| міське   | 0       | 100     | 0        |          | 0     |       |
| сільське | 4768    | 100     | 2392     | 50.17    | 2376  | 49.83 |

## Сусідні гміни
Гміна Роєво межує з такими гмінами: Ґневково, Іновроцлав, Нова-Весь-Велька, Солець-Куявський, Велька Нешавка, Злотники-Куявські.